# Кравченко Леся Степанівна
Леся-Рома Степанівна Кравченко (нар. 11 серпня 1958, місто Дрогобич Львівської області)— український науковець, літературознавець, професор кафедри зарубіжної літератури та полоністики Дрогобицького державного педагогічного університету імені Івана Франка. Доктор філологічних наук (2011), професор.

## Біографія
У 1981 році закінчила Київський державний університет імені Тараса Шевченка. Працювала перекладачем з німецької мови в Міністерстві закордонних справ УРСР.
З 1981 року — викладач, доцент кафедри російської і зарубіжної літератури (світової літератури) Дрогобицького державного педагогічного інституту імені Івана Франка.
З лютого 1999 по вересень 2022 року — завідувач кафедри світової літератури та славістики Дрогобицького державного педагогічного університету імені Івана Франка.
З 2011 року — засновник та керівник Товариства з обмеженою відповідальністю «Укрбурінструмент» у місті Дрогобичі.
У 2011 році захистила докторську дисертацію на тему «Парадигматика художньої модальності та її рецептивні аспекти (на прикладі лірики Р. М. Рільке)».
З вересня 2022 року — професор кафедри зарубіжної літератури та полоністики Дрогобицького державного педагогічного університету імені Івана Франка.
Автор понад 65 наукових та навчально-методичних праць. Сфера наукових зацікавлень: германістика та компаративістика, зокрема австрійська література ХІХ ст., сучасна німецька література, актуальні питання української класичної та новітньої літератури.

## Основні наукові праці
- Василь Стус — інтерпретатор поезії Р. М. Рільке. Дрогобич, 2008.
- Художня модальність поетичного універсуму Р. М. Рільке. Дрогобич, 2010.
- Мартін Вальзер — пророк німецької єдності // Філологічні семінари: Теоретичні та методологічні проблеми літератури. К., 2001.
- Феномен ліричного «Я» (на матеріалі поезії Р. М. Рільке) // Проблеми гуманітарних наук. Збірник наукових праць ДДПУ. Вип. 28. Філологія. Дрогобич: РВВ ДДПУ імені Івана Франка, 2012.
- Вітольд Гулевич — перекладач Р. М. Рільке // Київські полоністичні студії. Т. ХХ. К. : Університет «Україна», 2013.
- Поетика художньої модальності як теоретична проблема // Проблеми гуманітарних наук. Збірник наукових праць ДДПУ. Вип. № 30. Філологія. Дрогобич: РВВ ДДПУ імені Івана Франка, 2012.
- Трансформація художнього образу ангела у поетичній спадщині Райнера Марії Рільке та Збігнєва Герберта // Молодь і ринок. № 8. Дрогобич, 2015.
- Своєрідність ідіостилю Р. М. Рільке // Рідне слово в етнокультурному вимірі. Матеріали VI Міжнародної науково-практичної конференції. Дрогобич: Посвіт, 2017.
- The Perception of Martin Walsers in Ukraine // Spheres of Culture //Journal of philological, historical, social and Media Communication, political Science and cultural Studies. Volume 4. Lublin, 2013